# Turó de Can Barceló
El Turó de Can Barceló és una muntanya de 423 metres que es troba al municipi de Sant Martí Sarroca, a la comarca de l'Alt Penedès.